# Yip Man (filme)
Yip Man (bra: O Grande Mestre) é um filme sino-honconguês de 2008, dos gêneros ação, drama e biográfico, dirigido por Wilson Yip.
O filme conta a história real do mestre de kung-fu Yip Man, mentor do astro Bruce Lee. O filho mais velho de Yip Man, Ip Chun, além de ser o principal consultor do roteiro, também atua no longa.
O filme foi lançado no Brasil direto em VHS, sem passar pelo circuito dos cinemas.

## Enredo
Yip Man (Donnie Yen) é um aristocrata chinês, exímio praticante de Kung Fu, estilo Wing Chun. Em 1937, o Japão invade a China e todos os seus bens são confiscados e sua fortuna arrasada, ficando na miséria com sua família.
Querendo provar a superioridade japonesa, o general Miura  (Hiroyuki Ikeuchi) desafia chineses a participarem de duelos em artes marciais. Quem vencesse ganharia como prêmio uma saco de arroz. Mas Yip Man, que se recusara a lutar a princípio, descobre que seu amigo Lin foi morto e aceita ir até a presença do general, em uma tentativa de descobrir como Lin morreu. Lá, descobriu que Lin morreu ao ser derrotado em uma luta. Logo após, presencia a morte de mais um amigo: o mestre Liu, que foi baleado na cabeça pelo coronel Sato (Shibuya Tenma), o enfurecendo muito. Vendo a morte do amigo, desafia dez lutadores japoneses e os derrota de maneira arrasadora.
Após demonstrar suas habilidades, desperta o interesse do general japonês e começa a ser perseguido por isso. Tudo culmina quando é preso e desafiado pelo general Miura a uma luta justa na frente de todos, onde seria postos lado a lado o kung fu japonês e o chinês.
Yip Man vence a luta e é baleado pelo coronel Sato, gerando uma revolta popular na cidade de Fo Shan. Nas cenas finais é revelado o destino de Yip Man, que após o final da Segunda Guerra Mundial, se estabeleceu em Hong Kong e teve como mais famoso discípulo o astro Bruce Lee.